# Premier Tower
La Premier Tower es un rascacielos de uso mixto situado en la esquina de Bourke Street y Spencer Street en Melbourne (Australia). Actualmente, es el undécimo edificio más alto de Melbourne.
Diseñado por Elenberg Fraser, el proyecto de un edificio de 294 metros de altura y 90 plantas fue propuesto inicialmente en 2014; sin embargo, para no proyectar su sombra hacia el río Yarra, su altura se redujo en versiones posteriores del proyecto, que fueron presentadas al Departamento de Urbanismo. En mayo de 2015, el ministro de Urbanismo Richard Wynne aprobó el proyecto, que ahora consistía en un rascacielos de 246 metros de altura y 78 plantas que albergaría apartamentos y un hotel.
De acuerdo con Elenberg Fraser, el diseño del edificio rinde homenaje a un vídeo musical de Beyoncé que captura las curvas del cuerpo humano. La construcción del proyecto empezó en enero de 2017 y se completó en 2021; el rascacielos fue promovido por el Fragrance Group Limited con un coste de 430 millones de dólares australianos.